# Ouartzagh
Ouartzagh  (in arabo اورتزاغ‎?) è un centro abitato e comune rurale del Marocco situato nella provincia di Taounate, regione di Fès-Meknès. Conta una popolazione di 14 381 abitanti (censimento 2014).